# Orthonama albescens
Orthonama albescens är en fjärilsart som beskrevs av W. Warren 1908. Orthonama albescens ingår i släktet Orthonama och familjen mätare. Inga underarter finns listade i Catalogue of Life.